# Fouille audio
La fouille audio est l'analyse informatique d'un fichier audio ou d'un ensemble de ressources sonores. Cette technique est utilisée principalement dans le domaine de la reconnaissance vocale, dans laquelle l'objectif est l'identification des mots.
Les deux principales techniques de fouille audio sont : l'indexation fondée sur texte, l'indexation fondée sur phonème. La première connue en anglais sous le nom de « large-vocabulary continuous speech recognition » (LVCSR) convertit la parole en texte puis recherche les mots dans un large dictionnaire. La deuxième technique utilise les sons et les convertit en phonèmes que le système compare à un dictionnaire de phonèmes. Le but est de trouver des informations au sujet des mots, des concepts, des orateurs, ...

## Logiciels
- Dragon AudioMining®[2]
- Aurix[3]